# Томас, Уильям Кейв
Уильям Кейв Томас (англ. William Cave Thomas; 8 мая 1820, Лондон[…] — 1906) — британский художник и скульптор, создававший свои работы в основном по исторической, религиозной и литературной тематике. Относился к художественному течение прерафаэлитов.

## Жизнь и творчество
Как живописец более известен под именем Кейв Томас (Cave Thomas). Родился в семье ремесленника. В 1830 -е годы изучает искусство в лондонской Королевской академии изящных искусств. В 1840 году приезжает в Мюнхен и в течение нескольких лет посещает местную Академию живописи. В Германии Кейв Томас становится учеником художника Генриха Мария фон Гесса, изучает мастерство фресковой живописи, работает в базилике аббатства св. Бонифация. В работах его того периода чувствуется влияние немецких художников-назарейцев — Иоганна Овербека и Петера фон Корнелиуса.
В 1843 году живописец возвращается на родину. В Лондоне Кейв Томас приобретает известность своими работами, участвует в художественных выставках в Королевской Академии (в 1855 году выставляет имевшую успех картину «Соперничество»), в манчестерской «Сокровища искусства» в 1857 году и т. д. Он также преподаёт рисунок в одной из лондонских художественных школ (в Камден-Тауне) и пишет ряд статей по теории искусства для специализированных журналов.
В апреле 1842 года Кейв Томас участвует в конкурсе по созданию фресок, которые должны были украсить новое здание британского Парламента в Лондоне. В течение трёх лет свои работы размером 3х4,6 метра представили около 200 художников в целом ряде отборочных выставок, из которых были избраны произведения шестерых — в том числе и Кейва Томаса. Темами его работ были «Св. Августин проповедует британцам». «Скот зажиточных», «Справедливость» и «Философия». За последние две свои картины автор получил премию в 400 фунтов стерлингов. Работа Кейва Томаса «Справедливость» позднее стало прототипом для «Леди Юстиция» в здании британской Палаты Лордов. Среди других известных работ Кейва Томаса следует назвать написанный им и приобретённый музеем Альберта и Виктории портрет Альбрехта Дюрера.
Кейв Томас известен как участник художественного движения прерафаэлитов и близкий друг Данте Габриэля Россетти. Некоторое время в 1840 — е годы он также работал в одном художественном ателье вместе с Фордом Мэдоксом Брауном. Брат Кейва Томаса, Джеймс Генри Томас, был меценатом и покровителем искусств в Сиднее, Австралия.

## Галерея

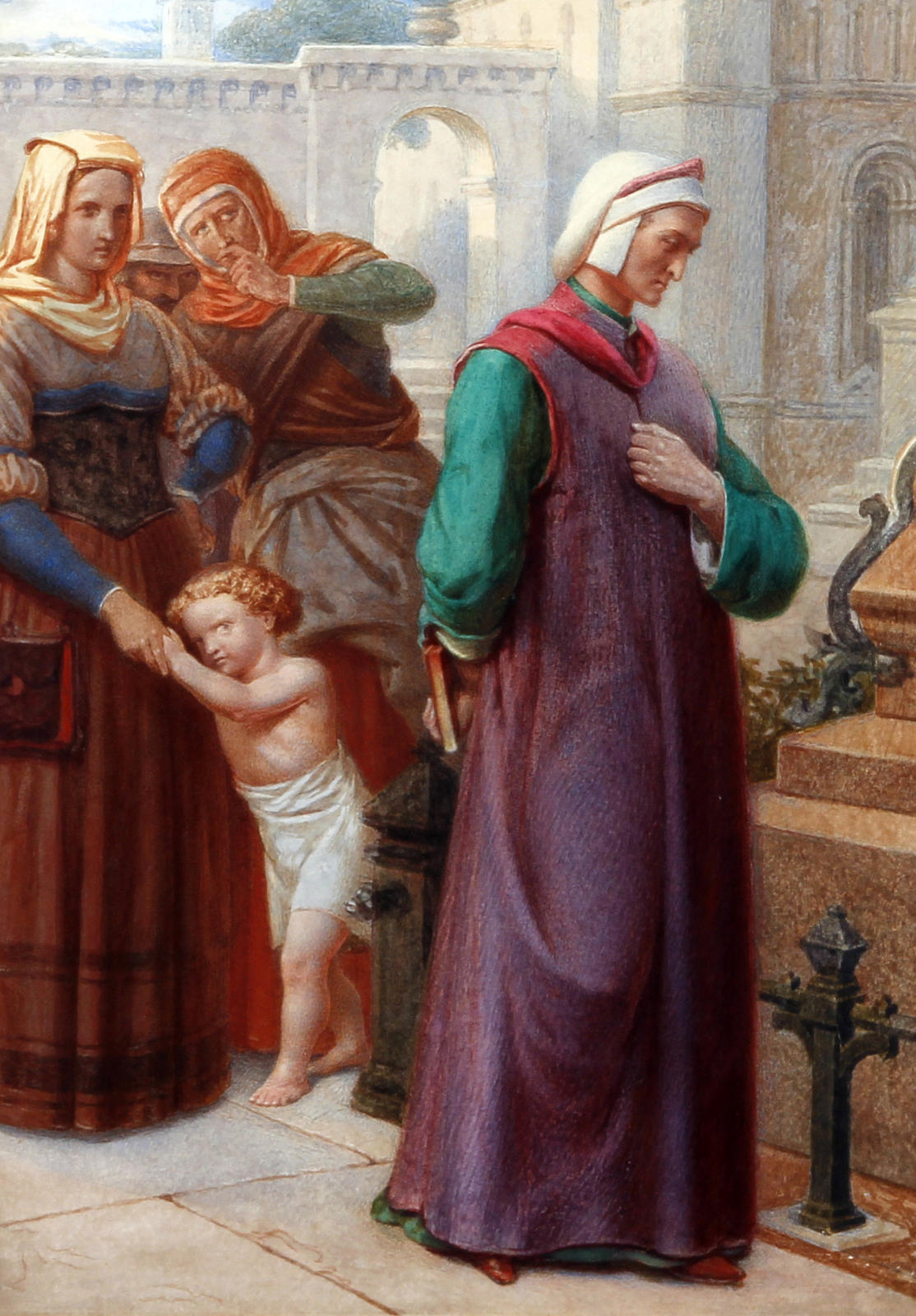
Данте на земле
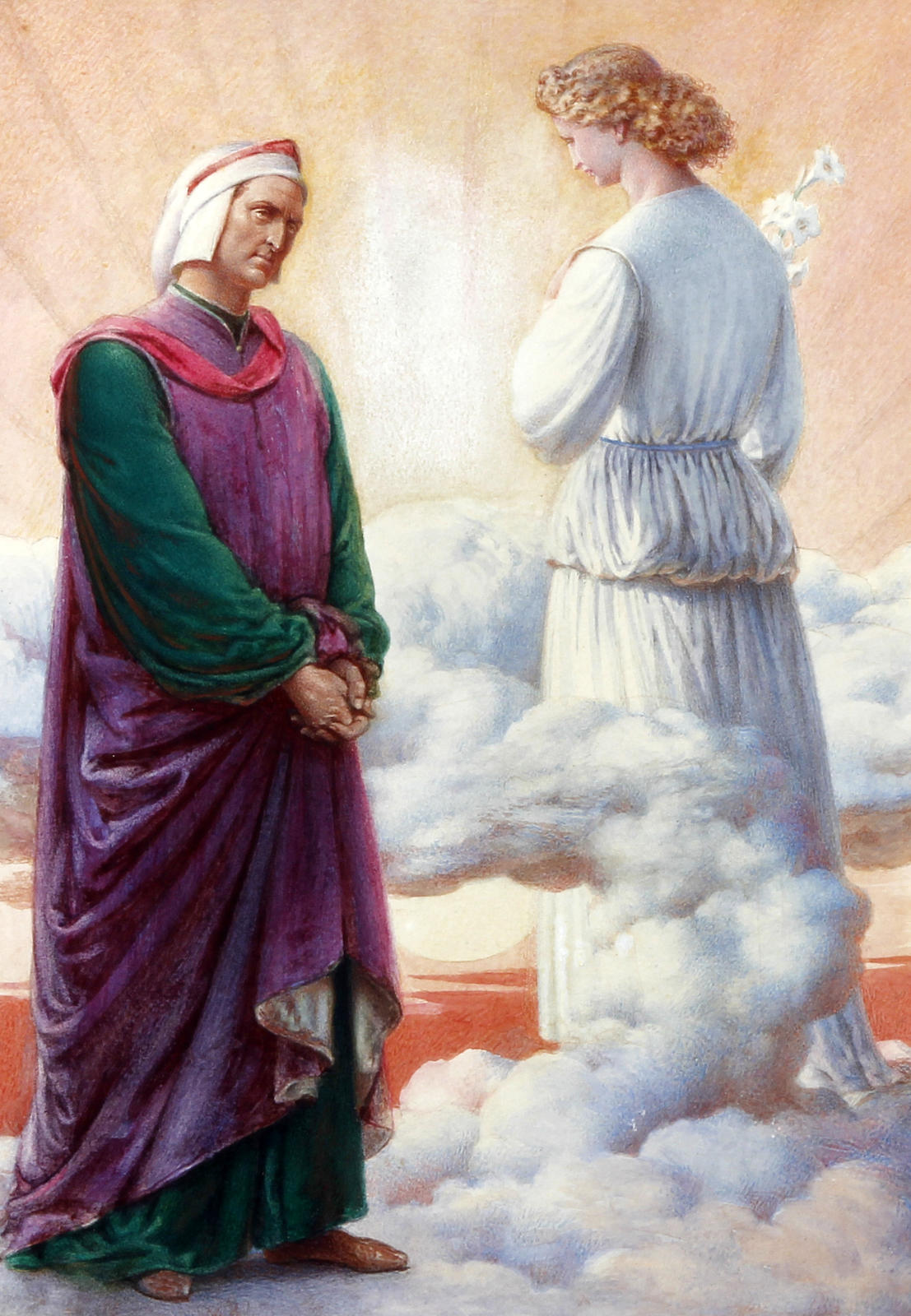
Данте на Небесах
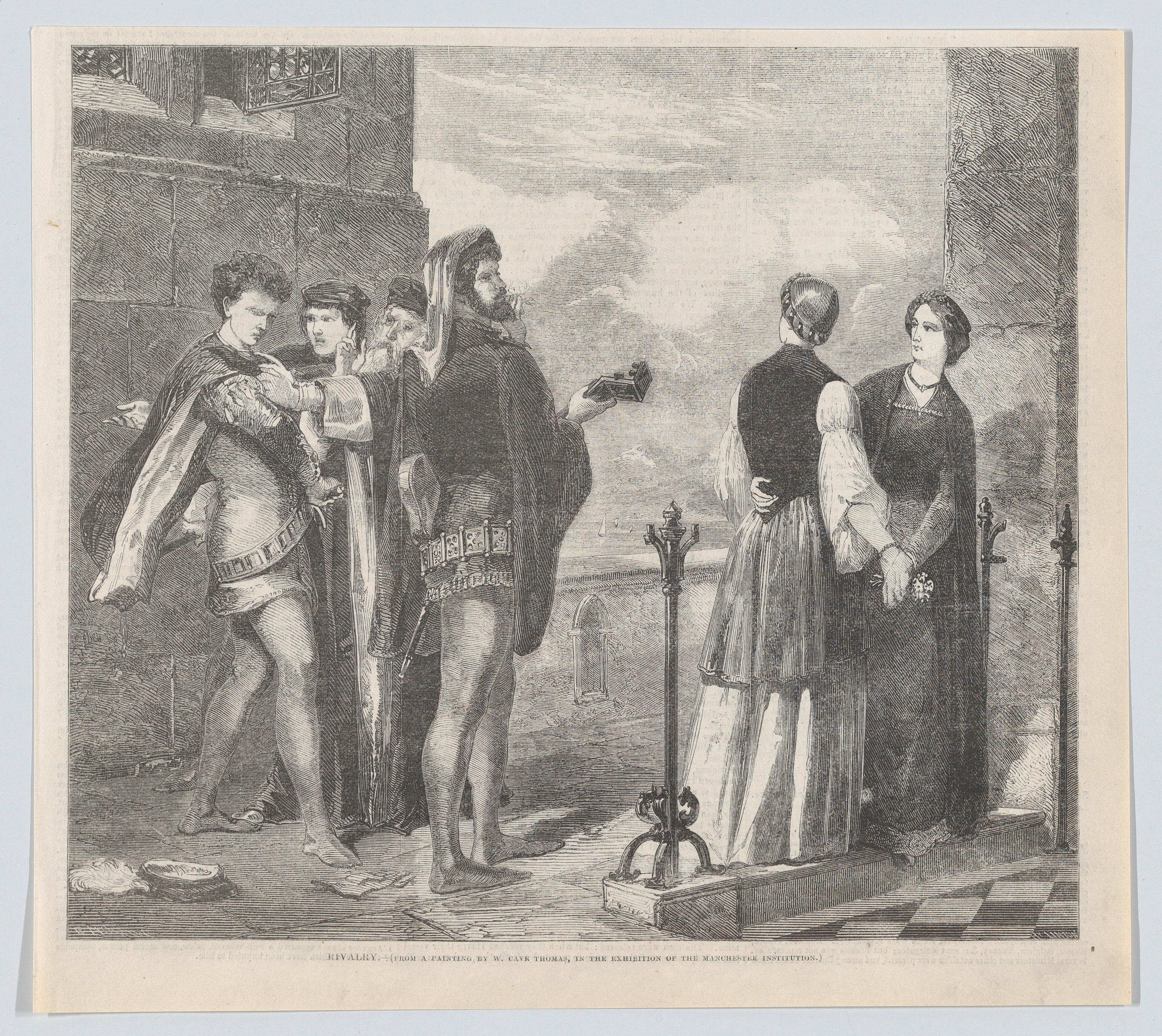
Соперничество